# École nationale supérieure de formation de l’enseignement agricole
Die École nationale supérieure de formation de l’enseignement agricole (ENSFEA) ist eine renommierte landwirtschaftliche Schule, deren Wurzeln bis ins Jahr 1963 als École nationale de formation agronomique zurückreichen und 2016 als École nationale supérieure de formation de l’enseignement agricole neu organisiert wurden. Es ist eine der Toulouse Tech School. Es ist eine der nationalen Lehrerausbildungsschulen für Agronomie in Frankreich. ENSFEA bietet auch Bachelor-, Master- und PhD-Studiengänge an.